# Churchill (tenk)
Churchill (službeno eng. Infantry Tank Mark IV Churchill) je bio britanski teški pješadijski tenk u Drugom svjetskom ratu. Prvi je britanski tenk koji je projektiran za vrijeme rata.
Nasljednik Churchilla je trebao biti teški tenk Black Prince, ali projekt nije stigao dalje od prototipa.

## Razvoj i proizvodnja
Pet prototipa je izrađeno u Belfastu sredinom 1940. godine. Bili su dizajnirani po uzoru na Markove iz Prvog svjetskog rata, što je u ono vrijeme već bio zastarjeli koncept. Imali su dugo tijelo kako bi mogli prelaziti preko širih rovova i trebali su biti naoružani s dva 2-pounder topa montiranih na obje strane vozila, iako oni nikada nisu postavljeni. Koncept nije prihvaćen za serijsku proizvodnju, ali je nekim dijelom iskorišten na razvoju novog tenka, Churchill.
Nakon početka rata, projektiranje svih tenkova je bilo požurivano, pa tako i Churchilla od kojeg su očekivanja bila velika. Projektantima je dan rok da u godinu dana dovrše proizvodni model novog tenka. Zbog toga je u prvim proizvodnim inačicama bilo mnogo mehaničkih problema i kvarovi su bili česti. Gabariti tenka su bili određeni mogućnostima tadašnje željezničke mreže. Prvi model je proizveden 1941. naoružan s 2 pounder topom montiranim u kupolu i 76,2 mm haubicom u prednjem dijelu tijela za blisku topničku potporu pješaštvu. Zbog debelog oklopa i solidne terenske pokretljivosti (iako spor) bio je jedan od najboljih britanskih tenkova u ratu. Tijekom rata su ispravljani određeni nedostaci i tenk je poboljšavan. Inačica Churchill III se pojavila u ožujku 1942. i bila je naoružana većim 6-pounder topom montiranim u redizajniranu kupolu. Slijedile su daljnje poboljšane inačice, sve do Churchilla VII naoružanog s 75 mm topom i podebljanim prednjim oklopom, sada debljine do 150 mm. Jedan od posljednjih, Churchill VIII je bio naoružan haubicom kalibra 95 mm. Raniji modeli su također bili modernizirani i dodatno oklopljeni. U sjevernoj Africi, 120 Churchilla IV je naoružano topom kalibra 75 mm i Browning strojnicama skinutih s onesposobljenih M4 Shermana. Nazvani su N.A. 75 i korišteni su u invaziji na Italiju. Tijekom rata ukupno je proizvedeno 5640 tenkova.

## Borbena upotreba
Churchilli su prvi puta korišteni u desantu na Dijep u kolovozu 1942., ali ti tenkovi (pretežito Churchilli I i III) se nisu mogli pokazati u borbi jer je većina desantnih čamaca bilo onesposobljeno prije dolaska do obale. Samo je nekoliko tenkova stiglo do obale. Velik broj Churchilla III je dopremljeno sovjetima u kolovozu 1942., a u listopadu tri su Churchilla korištena u bitci kod El Alameina. Njihovo borbeno djelovanje u Tunisu je bilo vrlo uspješno, kao i u Italiji. Nekoliko brigada sastavljenih od Churchilla (do maksimalno tri nakon iskrcavanja u Normandiji) je sudjelovalo u borbama na sjeverozapadu Europe, gdje se njihov debeo oklop pokazao vrlo korisnim, ali su njihovi topovi u odnosu na njemačke bili preslabi.

## Posebna vozila
Churchill je kao najpopularniji britanski tenk bio preinačen u mnoga posebna vozila za specijalne namjene. Neke od inačica su bile:
- Churchill Oke/Crocodile - jedna strojnica je zamijenjena bacačem plamena
- Churchill AVRE (Armoured Vehicle Royal Engineers) - vozila naoružana minobacačem kalibra 230 mm, opremljena svežnjem za prelazak preko rovova i ostalom opremom
- Churchill ARV (Armoured Recovery Vehicle) - oklopno vozilo za popravke
- Churchill ARK (Armoured Ramp Carrier) - oklopni nosač mosta
- Churchill AMRA (Anti-Mine Roller Attachment) - čistač mina za montiranim raznim sustavima za aktiviranje mina
- Churchill Kangaroo - teški oklopni transporter

- Churchill Crocodile
- Churchill AVRE
- Churchill AVR
- Churchill ARK
- Churchill Kangaroo

### Zajednički poslužitelj
|  | Zajednički poslužitelj ima još gradiva o temi Churchill (tenk) |